# Chalkidiki
Halkidiki, cũng viết là Chalkidiki, Chalcidice hay Chalkidike (tiếng Hy Lạp: Χαλκιδική, [xalciðiˈci]), là một bán đảo tại miền bắc Hy Lạp, và là một đơn vị thuộc vùng của Hy Lạp. Bán đảo là một phần của vùng Trung Macedonia. Khu tự trị núi Athos là một phần của bán đảo song không thuộc đơn vị thuộc vùng. Thủ phủ của Chalkidiki là Polygyros, nằm ở trung tâm của bán đảo.
Dãy núi Cholomontas nằm ở phần bắc-trung của Chalkidiki. Chalkidiki bao gồm một bán đảo lớn ở phía bắc biển Aegea, giống như một bàn tay với ba "nhón tay" (trong tiếng Hy Lạp các bán đảo này thường được gọi là "các cẳng chân") – Pallene (nay là Kassandra), Sithonia, và Agion Oros (Acte cổ đại), bao gồm núi Athos và các tu viện. Chalkidiki giáp với đơn vị thuộc vùng Thessaloniki ở phía bắc.